# 东和店镇
东和店镇，是中华人民共和国河南省驻马店市平舆县下辖的一个乡镇级行政单位。

## 行政区划
东和店镇下辖以下地区：
和店社区、小吴村、高庄村、大石村、董庄村、宁庄村、张赵村、木香店村、邢岗村、李庙村、前楼村和李孟村。